# Portret van Giovanna Tornabuoni
Portret van Giovanna Tornabuoni (Italiaans: Ritratto di Giovanna Tornabuoni) is een schilderij van de Italiaanse kunstschilder Domenico Ghirlandaio, gemaakt in 1488 of iets eerder, olieverf op paneel, 77 × 49 centimeter groot. Het portret is te zien in het Museo Thyssen-Bornemisza te Madrid.

## Context
Giovanna Tornabuoni (1468-1488), geboren Albizzi, maakte deel uit van de Florentijnse aristocratie. In 1486 huwde ze met Lorenzo Tornabuoni, een telg uit een vooraanstaande Florentijnse bankiersfamilie. De familie Tornabuoni was via huwelijken weer nauw verwant met de familie Medici, toentertijd de ongekroonde machthebbers van Florence. Zo was Piero I de' Medici (1416-1469) gehuwd met Lucrezia Tornabuoni (1427-1482). Hun zoon Lorenzo (1449-1492), ten tijde van Giovanna's leven de absolute alleenheerser in Florence, was een volle neef van haar man en daarmee direct verwant. Kort na het gereedkomen van het hier besproken portret overleed Giovanna bij de geboorte van haar tweede kind, nog geen twintig jaar oud.

## Afbeelding
Ghirlandaio portretteerde Giovanna Tornabuoni waarschijnlijk in opdracht, mogelijk in verband met haar huwelijk twee jaar eerder, mogelijk ook vanwege de geboorte van haar eerste kind in 1487. Het papiertje (cartellino) op de achtergrond bevat het motto "ARS VTINAM MORES/ANIMVMQVE EFFINGERE/POSSES PVLCHRIOR IN TER/RIS NVLLA TABELLA FORET/MCCCCLXXXVIII". Dit betekent: "Kunst, kon je gewoonte en geest weergeven, dan zou er op aarde geen mooier schilderij bestaan". Het jaartal 1488 duidt op de datum van oplevering door de kunstenaar, hetgeen inhoudt dat het werk mogelijk al eerder geschilderd is. De suggestie, die ook wel gedaan is dat het werk dateert van na Giovanna's dood in oktober van dat jaar is onwaarschijnlijk vanwege het geheel ontbreken van doodssymboliek.
Ghirlandaio beeldt Giovanna af en profil, overeenkomstig een lange traditie in de toenmalige Florentijnse schilderkunst. Hoewel Giovanna niet genoemd staat op het bijschrift kan ze duidelijk geïdentificeerd worden aan de hand van een eerdere portretmedaille. Ze wordt afgebeeld als een mooie jonge vrouw met een lange slanke hals die ze kaarsrecht houdt. Ze draagt een feestelijk mouwloos gewaad (giornea), bont en rijk geborduurd. Het voorhoofd is opgeschoren, haar kunstig gedraaide lokken vallen over haar oren, en van achteren draagt ze een haarstukje (cuffia). Om haar hals hangt een collier met een platte steen waarin drie parels zijn verwerkt. Aan haar vingers draagt ze meerdere ringen. Alles straalt weelde uit, hoort volledig bij haar stand en is overeenkomstig het toenmalige schoonheidsideaal. Zelfs de zakdoek in haar handen moet beschouwd worden als een modieus accessoire, toentertijd in Florence gezien als een teken van vrouwelijke elegantie.
Giovanna wordt afgebeeld in een fictieve donkere ruimte, die vooraan omlijst lijkt door een raamkozijn. Achteraan wordt het geheel afgesloten door een nis in de muur, waarop links een broche en rechts een boek ligt. Daarboven hangt een ketting van koraal. Deze ordening, parallel aan de ruimte, versterkt de statische rust in haar lichaamshouding. Haar gezichtsuitdrukking is geconcentreerd, alsof ze zich sterk bewust is van haar poseren en profil.

## Andere afbeeldingen van Giovanna
Het hierboven besproken portret van Giovanna "en profil" werd door Ghirlandaio later, in dit geval mogelijk wel na haar dood, nog gebruikt als model voor een fresco in de Tornabuoni-kapel, die zich bevindt in het koor van de Florentijnse Santa Maria Novella. In deze kapel beeldde hij haar nog enkele malen af.
Iets eerder schilderde Ghirlandaio nog een tweede paneel van Giovanna Tornabuoni. Dit tweede portret is in halfprofiel en wat informeler. De jurk die ze draagt is eenvoudiger, haar blik meer ontspannen. Meer dan in het hierboven besproken portret straalt ze zelfverzekerdheid uit, een beetje op het arrogante af.
De beeltenis van Giovanna is verder ook te zien op een portretmedaille van Niccolò di Forzore Spinelli, genaamd Fiorentino, uit 1486, die een doorslaggevende rol speelde bij de definitieve identificatie van de persoon van Giovanna in andere werken. Ze wordt ook wel gedacht voor te komen op Sandro Botticelli's schilderwerk Venus en de drie gratiën geven geschenken aan een jonge vrouw (circa 1485, thans in het Louvre).

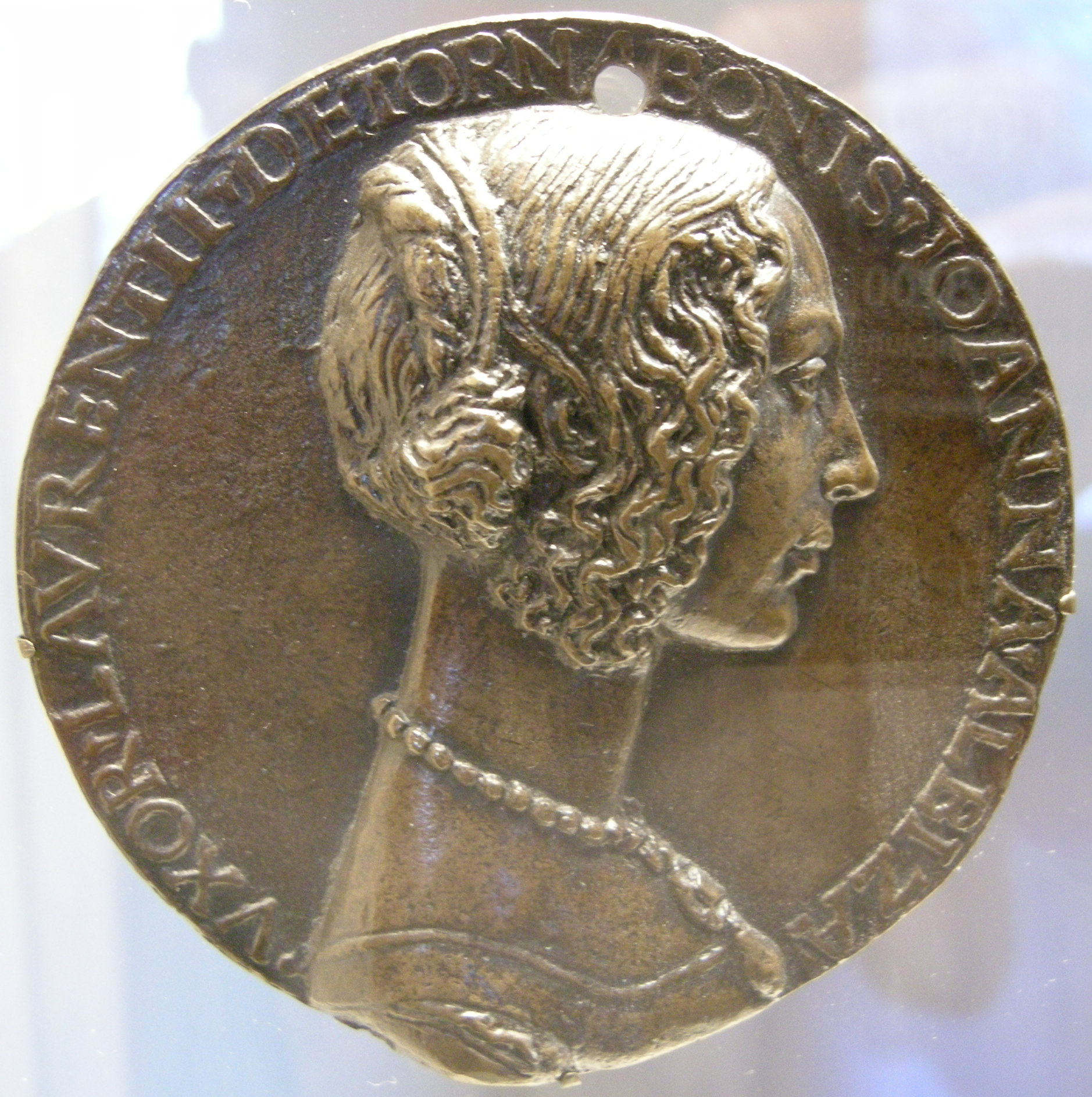
Giovanna op de medaille door Fiorentino
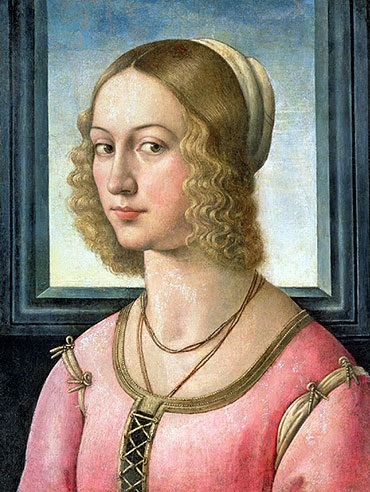
Ghirlandaio's andere versie van Giovanna Tornabuoni
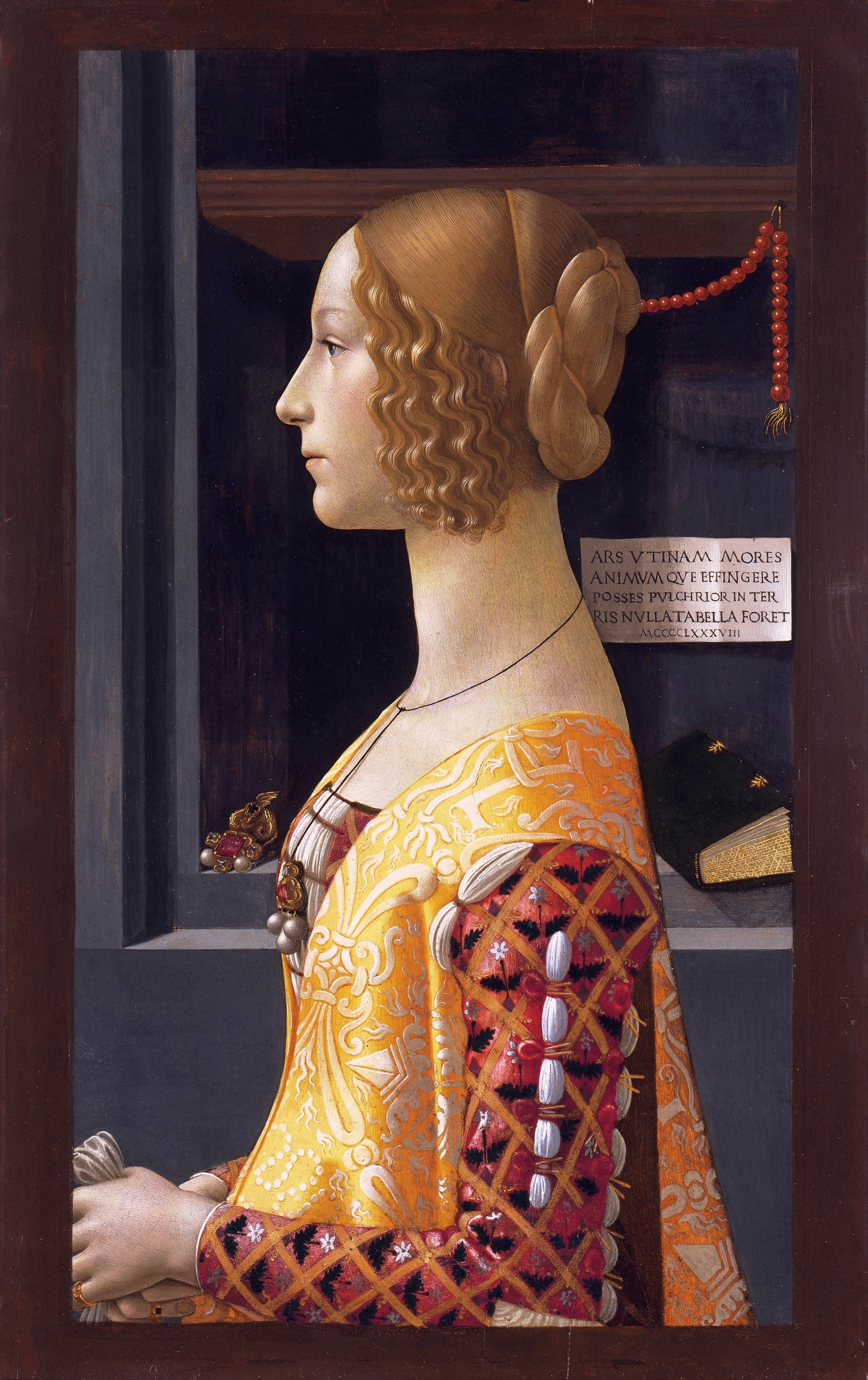
Het portret met omlijsting
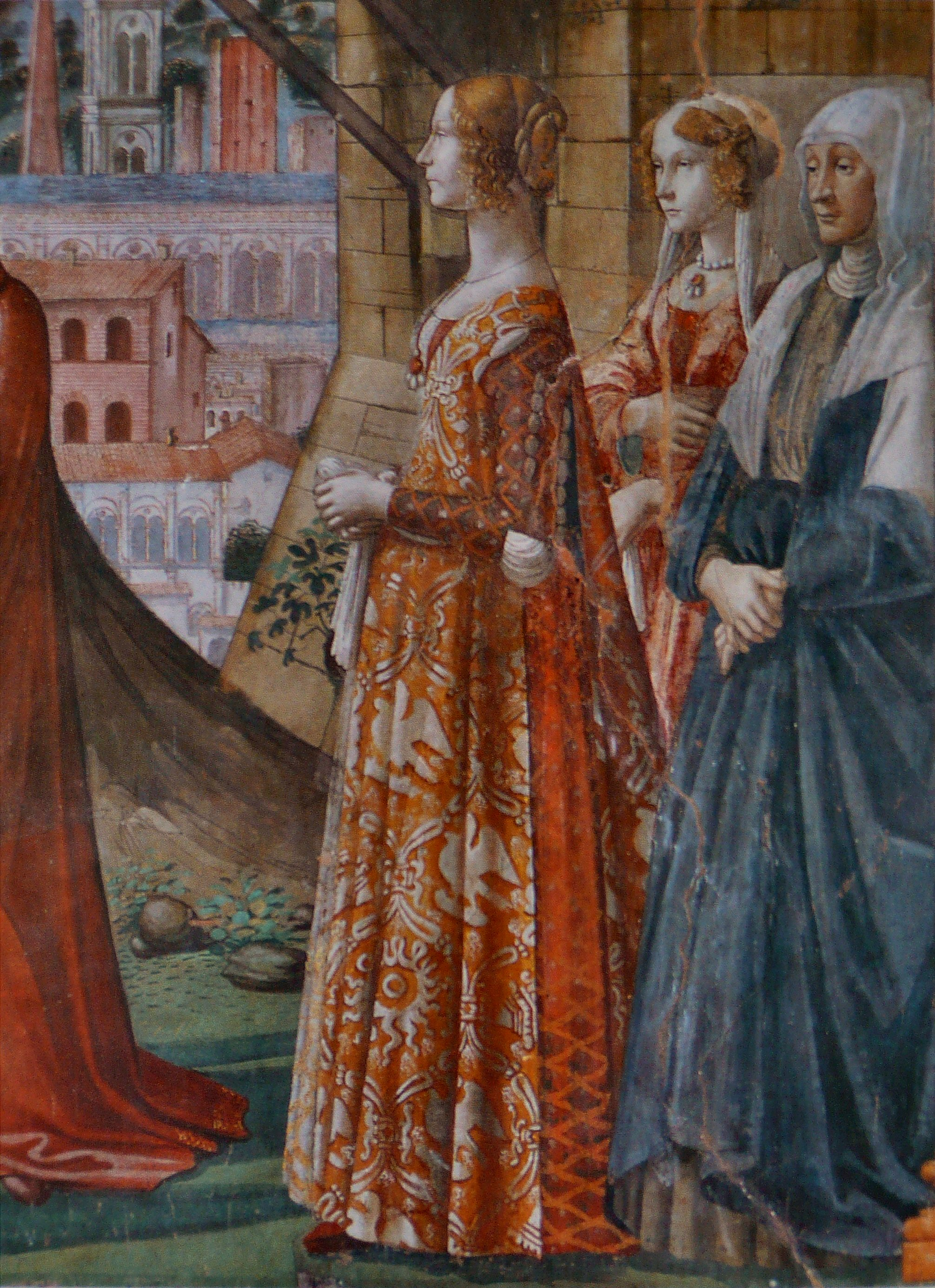
Giovanna op een fresco in de Tornabuoni-kapel
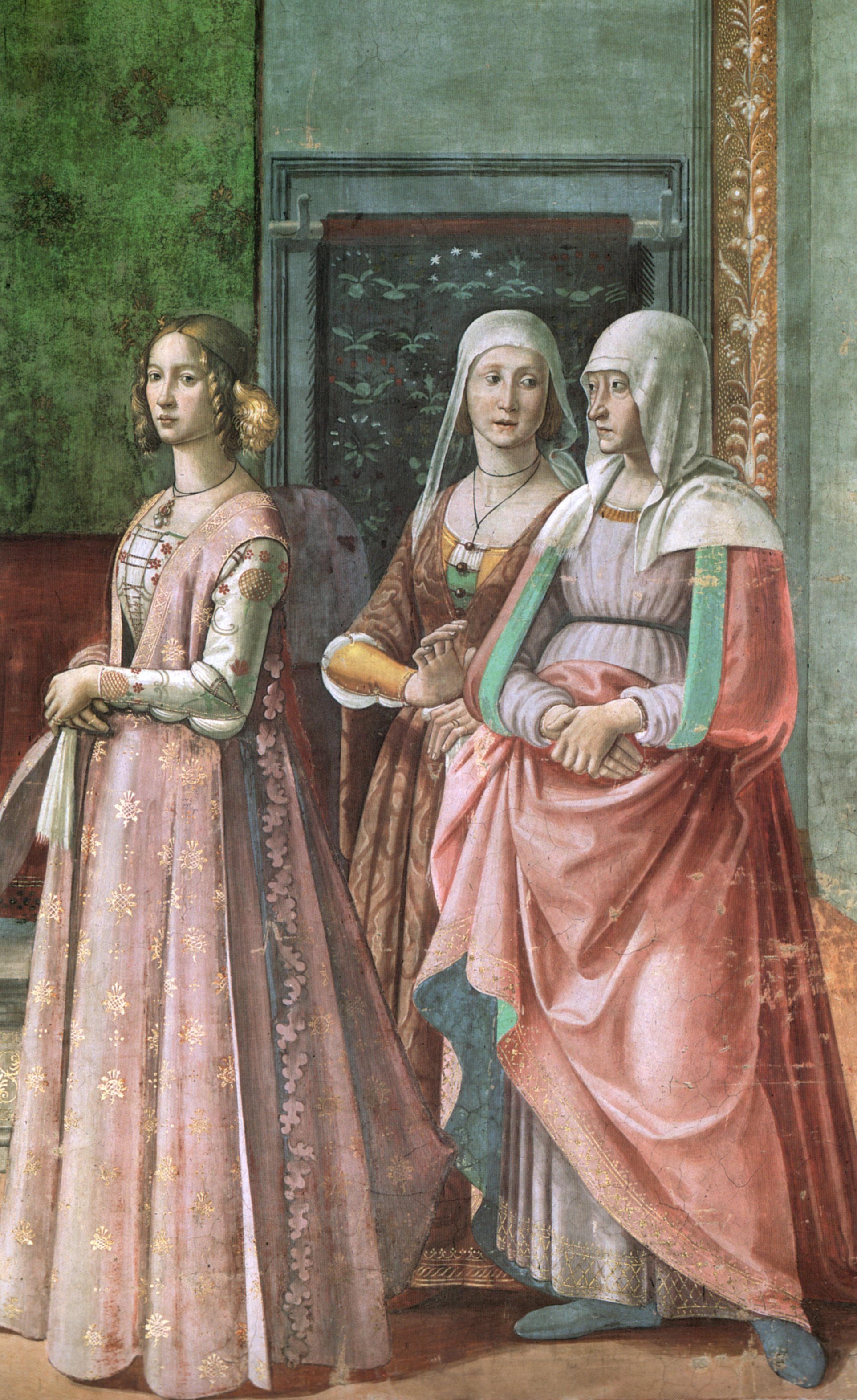
Andere afbeelding in de Tornabuoni-kapel
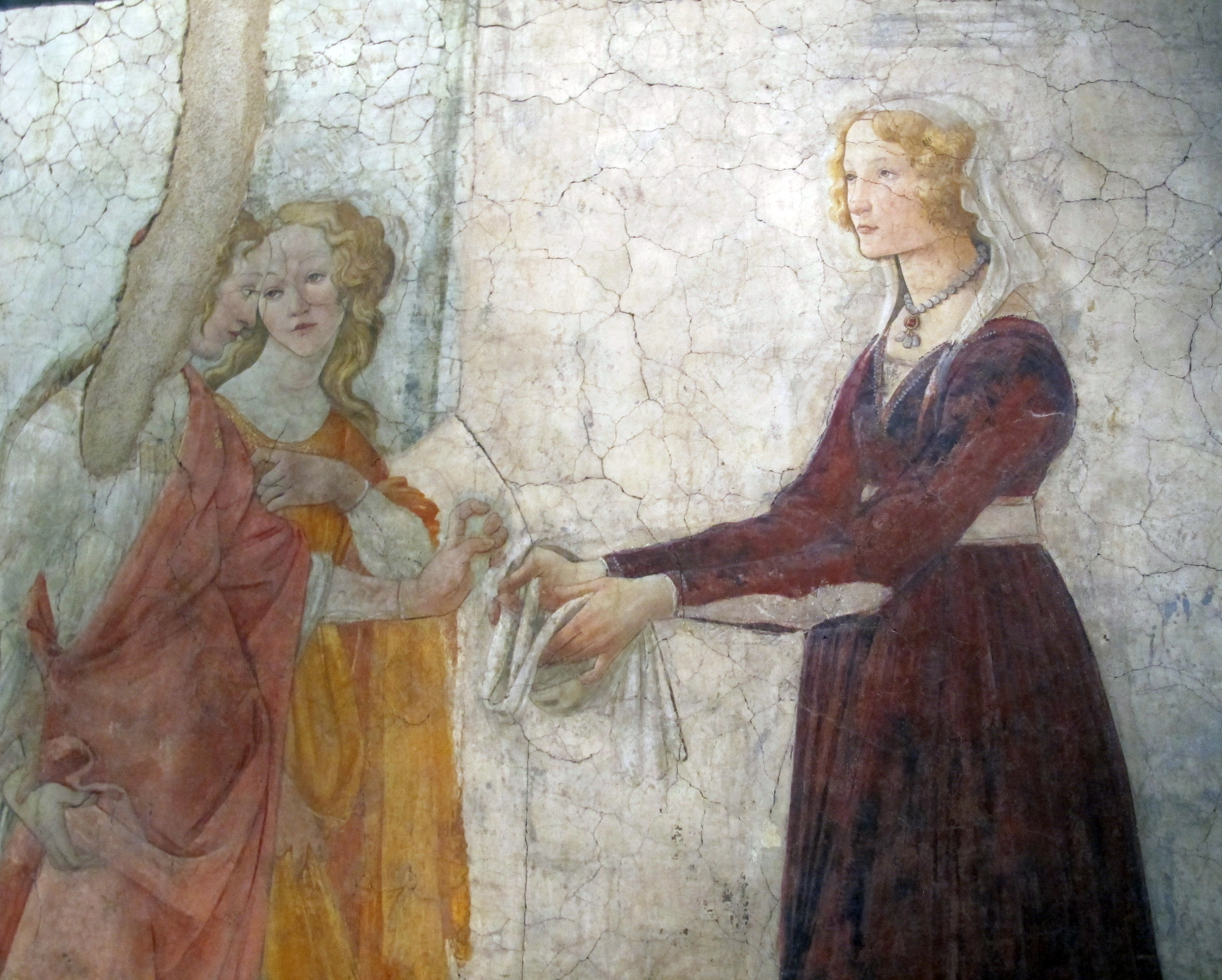
Detail uit werk van Botticelli met rechts Giovanna, als degene die gaven ontvangt van Venus en de drie Gratiën